# Sonate K. 341
La sonate K. 341 (F.289/L.140) en la mineur est une œuvre pour clavier du compositeur italien Domenico Scarlatti.

## Présentation
La sonate K. 341, en la mineur, notée Allegro, forme un couple constraté avec la sonate suivante, en majeur. Gerstenberg rapproche l'accompagnement de type Alberti (mesure 25) de la sonate K. 192 (mesure 23).

## Manuscrits
Le manuscrit principal est le numéro 16 du volume VII (Ms. 9778) de Venise (1754), copié pour Maria Barbara ; l'autre est Parme IX 14 (Ms. A. G. 31414).

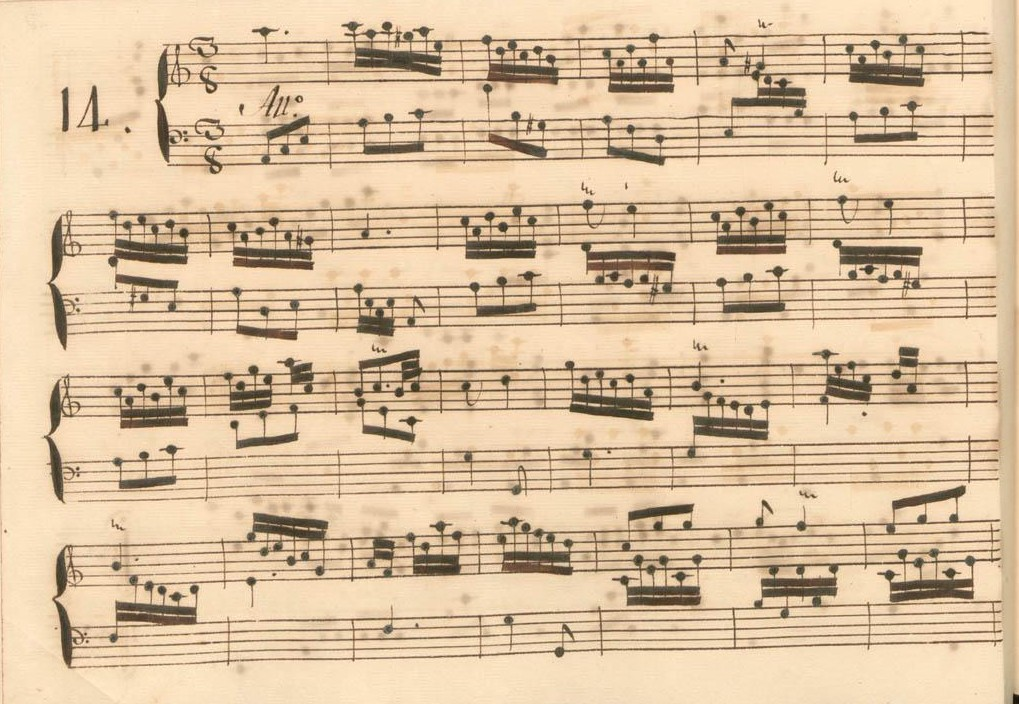
Parme IX 14.
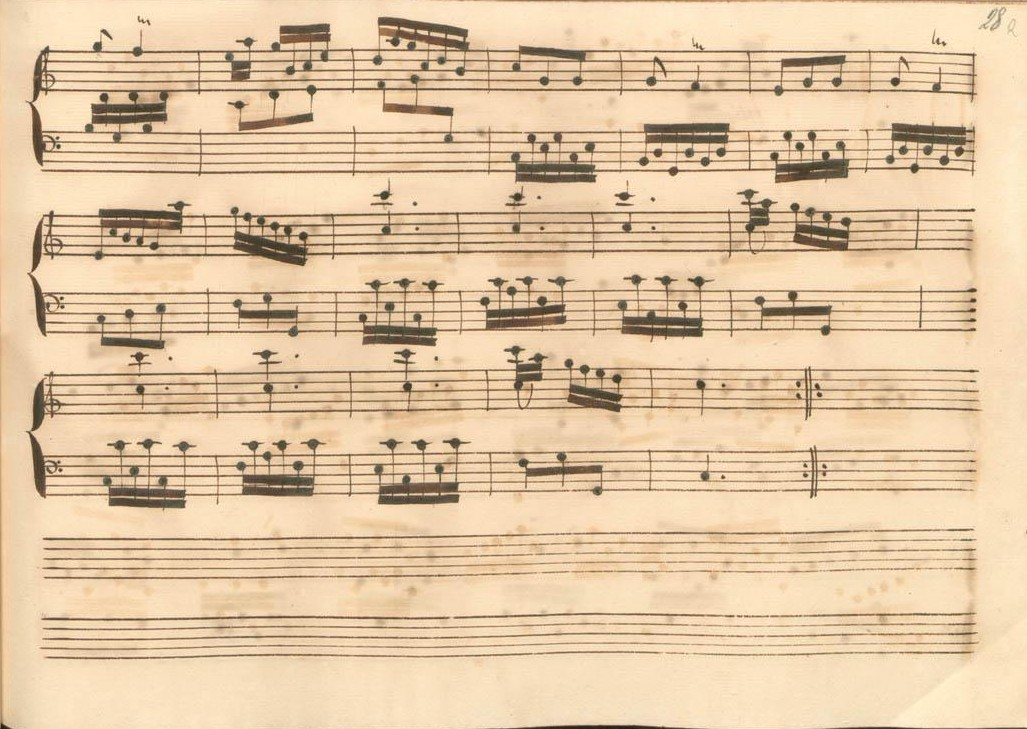
Parme IX 14 (fin de la première section).
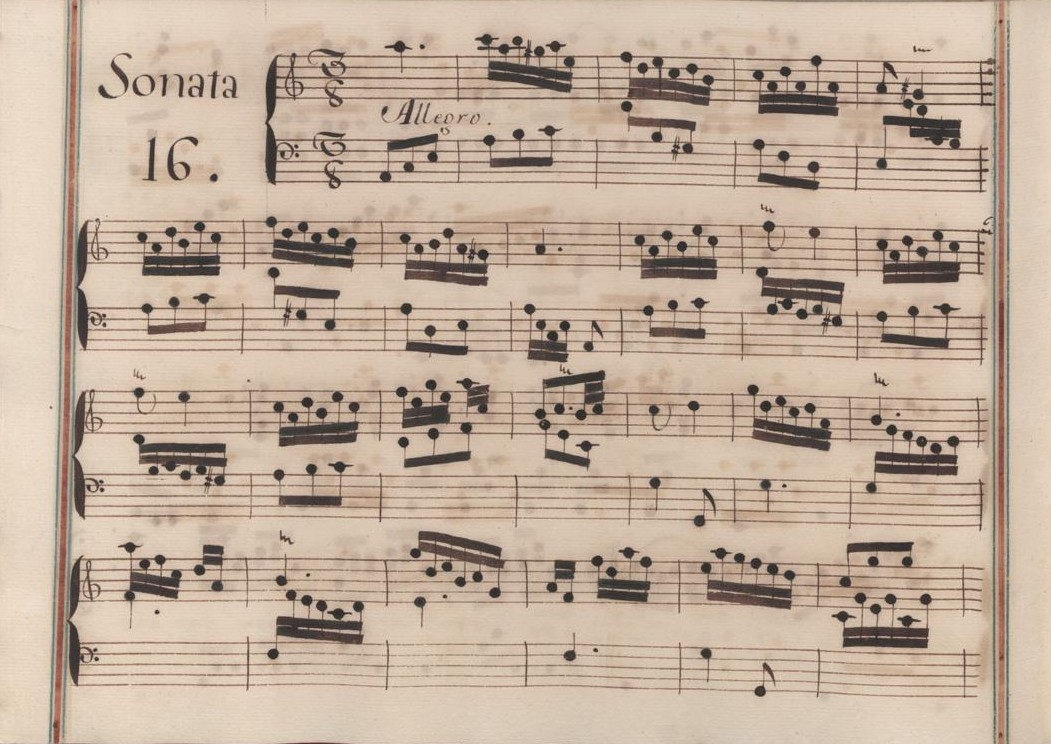
Venise VII 16.
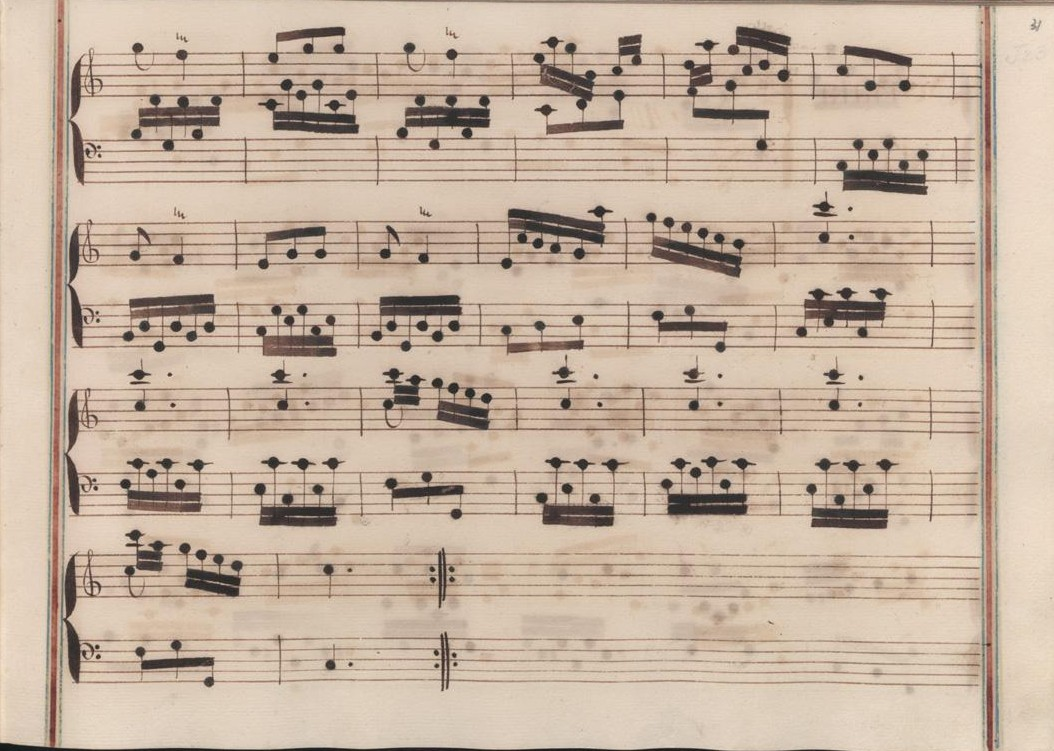
Venise VII 16 (fin de la première section).
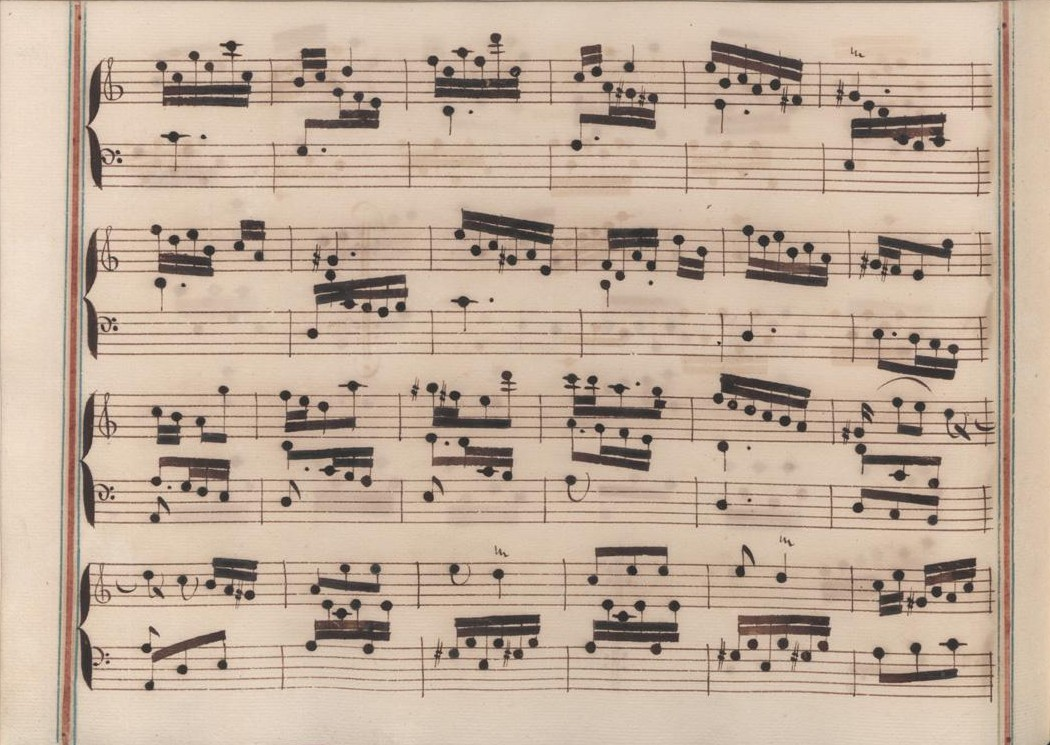
Venise VII 16 (début de la seconde section).
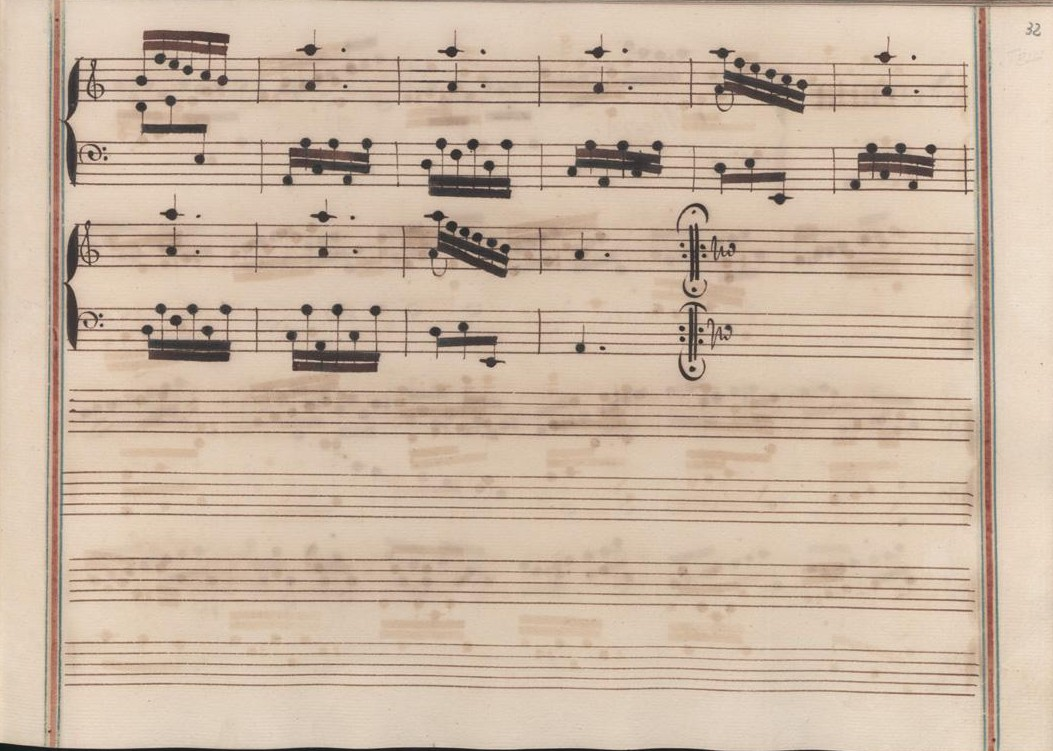
Venise VII 16 (fin de la sonate).

## Interprètes
La sonate K. 341 est défendue au piano, notamment par Carlo Grante (2013, Music & Arts, vol. 4), Sergio Monteiro (2017, Naxos, vol. 18) ; au clavecin, elle est jouée par Scott Ross (1985, Erato), Richard Lester (2003, Nimbus, vol. 3) et Pieter-Jan Belder (Brilliant Classics, vol. 8).

## Sources
: document utilisé comme source pour la rédaction de cet article.
- (de) Walter Gerstenberg, Die Klavierkompositionen Domenico Scarlattis, Ratisbonne, G. Bosse, coll. « Forschungsbeiträge zur Musikwissenschaft » (no 22), 1969 (1re éd. 1933), 158 p. (OCLC 181947910), p. 126.
- Ralph Kirkpatrick (trad. de l'anglais par Dennis Collins), Domenico Scarlatti, Paris, Lattès, coll. « Musique et Musiciens », 1982 (1re éd. 1953 (en)), 493 p. (ISBN 978-2-7096-0118-4, OCLC 954954205, BNF 34689181).
- Alain de Chambure, « Domenico Scarlatti, Intégrale des sonates — Scott Ross », Erato/Éditions Costallat (2564-62092-2 (livret : 2292-45309-2)), 1985 (OCLC 891183737) .